# 김병우 (1957년)
김병우(金炳佑, 1957년 8월 4일 ~ )는 대한민국의 교육인, 정치인이다. 제16·17대 충청북도교육감이다.

## 생애
경북 상주시 공검면 지평1리에서 태어나 이안서부국민학교(1964~1965), 숭덕국민학교(1966~1969), 김천중학교(1970~1972), 김천고등학교(1973~1975), 충북대학교 사범대학 국어교육과(1976~1979)에서 수학하고 1980년 3월 10일부터 2006년 8월 31일까지 충청북도내 중학교들에서 국어교사를 지냈다. 1987년 9월부터 도종환 등과 충북지역의 교사 ~ 교육 운동을 이끌며 민주교육추진 충북교사협의회와 전국교직원노동조합(전교조) 충북지부 결성을 주도했으며, 그 같은 일로 1989년 9월 4일 증평여자중학교에서 해임되어 1994년 3월 10일 단양 매포중학교로 특별채용되기까지 4년반 동안 해직교사 시절을 보냈다. 해임기간 동안 전교조충북지부 정책실장, 사무처장 등을 맡기도 하고, 교직 복귀 후에도 꾸준히 전교조 합법화 운동을 벌여 마침내 2000년 전교조 합법화를 이루고 초대 충북지부장을 지냈다.
2006년 7월에는 충청북도교육위원회 교육위원 선거에 출마,당선해 교직에서 당연퇴직 되었으며, 2010년 8월 31일까지 4년간 교육자치 의정활동을 벌였다. 교육위원 재직말기인 2010년 6월 2일 실시된 지방선거에 충청북도교육감 후보로 나서 34.19%를 득표하며 이기용에게 밀려 낙선하기도 했다. 그 후, 교육시민운동단체인 충북교육발전소를 결성(2012.2.22)하여 상임대표를 지내다가 2014년 6월4일 지방선거에 다시 충청북도교육감 후보로 출마, 44.5% 득표로 당선해 2014년 7월 1일 취임하였다.

## 약력
- 충북대학교 국어교육학과 졸업
- 충북대학교 대학원 교육행정전공 박사 수료

## 경력
- 2006년 9월 ~ 2010년 8월: 제5대 충청북도 교육위원회 교육위원
- 단재문화예술제전추진위원회 대표
- 새충청일보 충청타임즈 논설위원
- 국제학교 해피레인보우스쿨 교장
- 2012년 2월 ~ 2014년 1월: 충북교육발전소 상임대표
- 2014년 7월 ~ 2022년 6월: 제16·17대 충청북도 교육청 교육감
- 2020년 7월 ~ 2022년 6월: 제8대 전국시도교육감협의회 간사
- 2020년 7월: 충청권교육감정책협의회 회장

## 전과
- 특수공무집행방해, 일반교통방해, 폭력행위등처벌에관한법률위반, 집회및시위에관한법률위반: 벌금 1,500,000원 - 2001년 9월 28일 선고[1]

## 역대 선거 결과
|  | 34.19% |

|  | 44.50% |

|  | 57.13% |

|  | 44.04% |